# Mendel Markowitsch Chatajewitsch

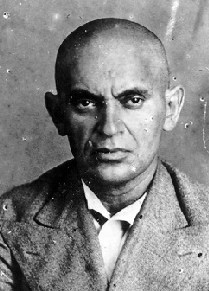
Mendel Markowitsch Chatajewitsch (1937)

Mendel Markowitsch Chatajewitsch (russisch Мендель Маркович Хатаевич; * 1893; † 30. Oktober 1937) war ein hochrangiger Parteifunktionär der KPdSU.

## Leben
Chatajewitsch, Bolschewik seit 1913, war einer der Organisatoren des Kampfes um die Errichtung der Sowjetmacht im Gebiet Gomel. Ab 1930 war er Mitglied im Zentralkomitee der KPdSU und des Zentralexekutivkomitees der SU, 1932 bis 1937 Mitglied des Politbüros der KPU(B). Im Oktober 1937 wurde er Opfer der Stalinschen Säuberungen.